# Holubovský mlýn
Holubovský mlýn (Krossetzer Mühle) v Holubově v okrese Český Krumlov je vodní mlýn, který stojí severozápadně od obce na Křemžském potoce. Od roku 1999 je chráněn jako nemovitá kulturní památka České republiky. Technická památka.

## Historie
Mlýn je zmiňován v majetku českokrumlovského panství již roku 1600. Roku 1913 jej koupilo mlýnské družstvo. V roce 1929 dalo družstvo zvýšit mlýnici o dvě patra a vybourat většinu vnitřního zdiva. Také byla přezděna návodní zeď u náhonu a k ní přistavěn přístavek na Francisovu turbínu.
V roce 1953 byl mlýn znárodněn; družstvo jej předalo Jihočeským mlýnům a pekárnám. Po dvou letech byl mlýn zrušen, budovu převzalo do bezplatného nájmu Jednotné zemědělské družstvo Křemže a používalo ji do 90. let 20. století jako sklad obilí.

## Popis
Ve mlýně se dochovaly z doby renesance tři obvodové stěny mlýnice pokryté psaníčkovými sgrafity. Po přestavbě roku 1929 byly dvě pohledově exponované strany pokryty fasádou ve stylu pozdní geometrické secese.
Voda na vodní kolo vedla náhonem. Počátkem 20. století měl mlýn dvě kola - jedno na svrchní vodu, které pohánělo samotný mlýn, druhé na spodní vodu pohánělo jednorámovou pilu (zanikla). V roce 1930 bylo u mlýna uváděno jedno vodní kolo na vrchní vodu (hltnost 230 l/s, spád 6 m, výkon 12 HP). Dochovala se výroba elektrické energie a také Francisova turbína (kotlová) od výrobce UNION a.s. Továrna na mlýnské stroje a turbíny Č. Budějovice, instalovaná po roce 1929.